# Proterospastis autochthones
Proterospastis autochthones är en fjärilsart som beskrevs av Walsingham 1907. Proterospastis autochthones ingår i släktet Proterospastis och familjen äkta malar.
Artens utbredningsområde är Algeriet. Inga underarter finns listade i Catalogue of Life.